# Fengxian

District Fengxian

Fengxian (Vereenvoudigd Chinees: 奉贤区, Traditioneel Chinees: 奉賢區, pinyin: Fèngxián Qū) is een district in het zuiden van de stadsprovincie Shanghai gelegen, van de binnenstad Puxi gescheiden door het district Minhang. Het district Fengxian heeft een oppervlakte van 704,68 km² en telde in 2001 514.400 inwoners.
De zuidgrens van Fengxian wordt gevormd door de Hangzhoubaai, de trechtermonding van de Qiantang Jiang. Het district is bekend om zijn stranden, badplaatsen en recreatiezones waaronder Jinhai Lake. Het gebied wordt aangeduid als 碧海金沙 (blauwe zee en gouden stranden).
In het plaatselijke Guhuapark bevindt zich de oude San Nu-tempel (de Drie Vrouwentempel), waar de drie dochters van een Wu koning uit de Zhou-dynastie herinnerd worden die zich liever verhingen dan ten prooi te vallen aan de soldaten van de Yue koning in het tijdperk van de periode van de Strijdende Staten.

## Galerij

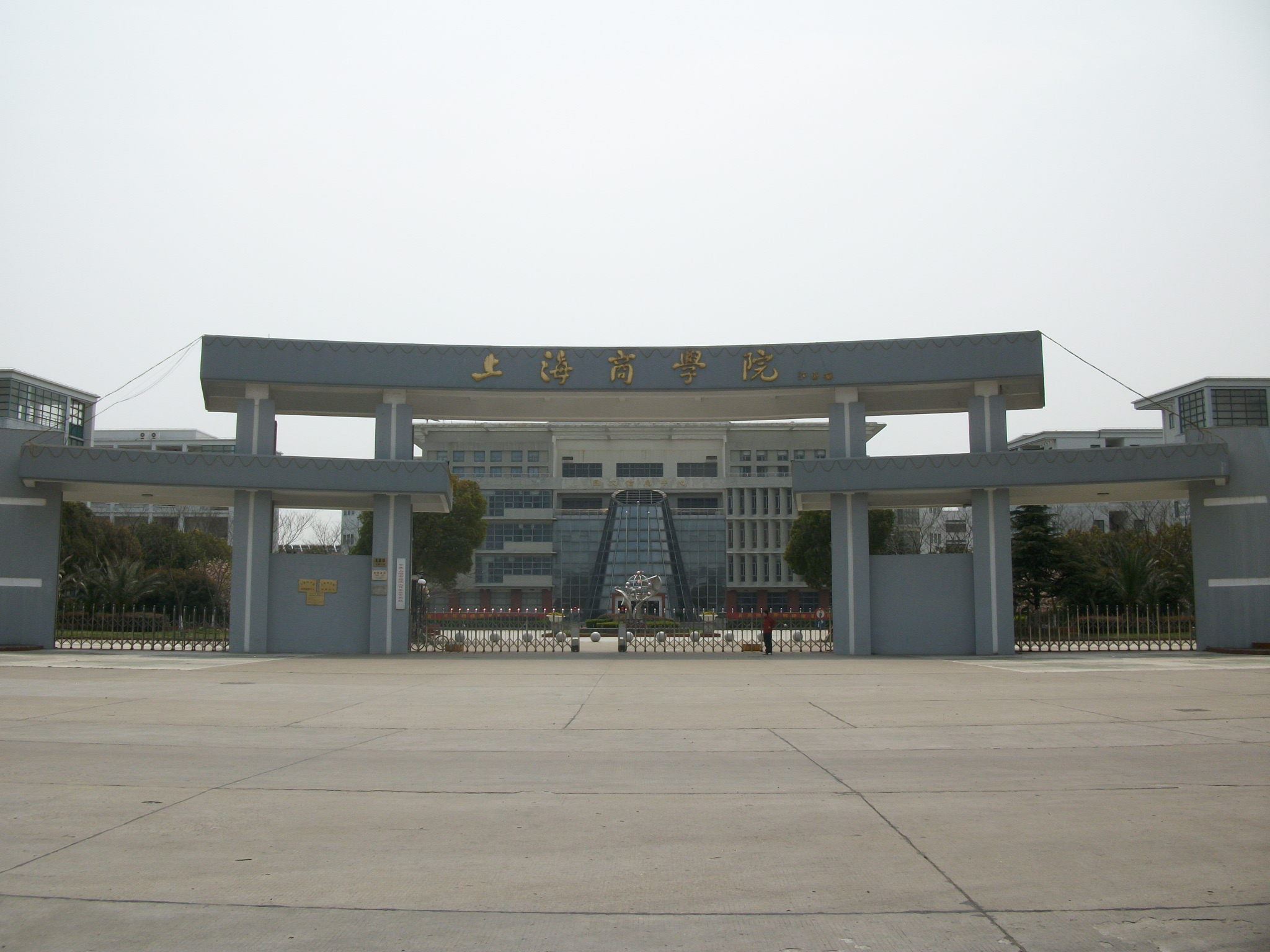
Poort van de Fengxian campus van de Shanghai Business School